# Az Aeroflot 593-as járatának katasztrófája
Az Aeroflot 593-as járata Moszkvából indult Hongkongba 63 utassal a fedélzetén 1994. március 23-án. A járatot az akkor újnak számító Airbus A310–300 teljesítette. A gép dugóhúzóba került és a földbe csapódott, amit senki nem élt túl.

## A baleset
Az út felénél a kapitány, Kudrinszkij beengedte gyermekeit a pilótafülkébe, mert azok nem tudtak aludni. Először a kislány ült a szarvkormány mögé, és apja csavart a robotpilóta beállításán, így a kislány úgy érezte, ő vezeti a gépet. Ezután a fiú következett. Ő is óvatosan elfordította a kormányt. Ezután a kapitány visszaállította az alap beállításokat. Beszélgetett lányával és a személyzettel, eközben a fiú ismét fordította a kormányt. Nem vették észre, hogy ezalatt a robotpilóta hangjelzés nélkül részlegesen kikapcsolt. Ez azt jelentette, hogy a pilóta kormányzott, de a többi vezérlés a robotpilótáé volt. A gép veszélyesen dülöngélt és dugóhúzóba került. A pilóták sikeresen kihúzták a gépet belőle, de már túl késő volt, a gép Szibériában egy dombnak csapódott. A balesetet senki sem élte túl.

## A repülőgép
A balesetet szenvedett repülőgép egy Airbus A310-304 volt, amit az Aeroflot 1992. december 11-én vett át. Két hajtóműve típusa General Electric CF6-80C2A2. Egyike volt az Aeroflot által vásárolt 5 db új repülőgépnek, amik a Távol-Keletet és Délkelet-Ázsiát szolgálták ki. Az Aeroflot pilótái magas szintű kiképzést kaptak a típusra, a legénységnek, amely a balesetet okozta, 900 órányi repülési tapasztalata volt a típusra.

## A pilóták beszélgetése
Az időbélyegző másodperces felbontású, a rögzítés kezdete óta eltelt időt méri. A felvétel ciklikusan felülíródik, ekkor a számlálás is újraindul.
- 2258 Eldar (gyerek): Miért fordul el?
- 2259 Kudrinszkij kapitány: Magától fordult el?
- 2260 Eldar: Igen ...
- 2261 Kudrinszkij: Nem tudom, miért fordul.
- 2270 Makarov elsőtiszt: Srácok ...

A gép túllépi a 45 fokos dőlésszöget. A gépen megnövekedett a gravitációs erő, ami megnehezítette Kudrinszkij visszaülését a kapitányi székébe. 
- 2272 Kudrinszkij: Várj, tartsd a kormányt.
- 2275 Makarov: A sebesség ...
- 2276 Piszkarjov: A másik irányba!
- 2277 Kudrinszkij: A másik irányba, told balra!
- 2281 Piszkarjov: Balra!
- 2281 Kudrinszkij: Balra ... A másik irányba!
- 2282 Piszkarjov: Balra!
- 2284 Eldar: Én balra fordítom!
- 2284 Piszkarjov: jobbra!
- 2285 Kudrinszkij: Jobbra!

Ekkor megszólal a magassági figyelmeztetés, valamint hogy a robotpilóta ki fog kapcsolni. A gép zuhanni kezd kb. 300 métert másodpercenként.
- 2291 Piszkarjov: Jobbra. Fordulj jobbra! Fordulj jobbra!
- 2297 Kudrinszkij: JOBBRA!
- 2298 Piszkarjov: Balra! Ott a földre!
- 2303 Kudrinszkij: Eldar, gyorsan szállj ki! Kifelé!

Az elsőtiszt kihúzza a gépet a dugóhúzóból, de túl nagy felhajtóerővel. A repülőgép már szinte függőlegesen emelkedett, amit a gép már nem bírt ki.
- 2319 Kudrinszkij: Eldar, kifelé! Kifelé, Eldar, kifelé ...
- 2334 Piszkarjov: Teljes tolóerő!
- 2336 Kudrinszkij: Megvan. Teljes tolóerő!
- 2337 Piszkarjov: Maximális teljesítmény!
- 2338 Kudrinszkij: Megvan ...
- 2340 Piszkarjov: Maximális teljesítmény!
- 2346 Kudrinszkij: Adtam teljes tolóerőt, ráadtam
- 2348 Piszkarjov: Mi a sebességünk?
- 2350 Makarov (?): Nézd meg a bal oldalon!
- 2354 Kudrinszkij: ... Oké ...
- 2365 Piszkarjov: A sebesség nagyon magas
- 2367 Kudrinszkij: Magas, ugye?
- 2368 Piszkarjov: Igen.
- 2382 Piszkarjov: Óvatosan!
- 2393 Kudrinszkij: Sikerülni fog. Minden rendben ... Óvatosan [érthetetlen], óvatosan ... Húzd fel óvatosan!

Ezen a ponton végül is sikerült kihozniuk egyenesbe a gépet, de a magasságuk teljesen elfogyott, és a földnek ütköztek.
- 2400 hangrögzítés vége.

## A baleset után
Az Aeroflot megváltoztatta a Moszkva - HongKong járatszámát SU212-re. Ma már Airbus A330-200-zal teljesítik a járatot. 
Továbbá 2001. szeptember 11. után a pilótafülkének az egész utazás alatt zárva kell maradnia, főleg senkit nem engedhetnek be a pilótaszékbe. A baleset fényt derített az Airbus A310-esek egyik hibájára, hogy a robotpilóta hangjelzés nélkül kapcsol ki; ma már minden Airbus-gépen a műszerfalon villogó lámpa és egy telefoncsörgésszerű hang figyelmeztet a kézi vezérlés bekapcsolódására.

## Fordítás
Ez a szócikk részben vagy egészben  az   Aeroflot Flight 593 című angol Wikipédia-szócikk fordításán alapul.  Az eredeti cikk szerkesztőit annak laptörténete sorolja fel. Ez a jelzés csupán a megfogalmazás eredetét és a szerzői jogokat jelzi, nem szolgál a cikkben szereplő információk forrásmegjelöléseként.